# Basavapura, Belur
Basavapura là một làng thuộc tehsil Belur, huyện Hassan, bang Karnataka, Ấn Độ.